# Doraville
Doraville est une municipalité américaine située dans le comté de DeKalb en Géorgie.
Fondée en 1871, la ville doit son nom à Dora Jack, la fille d'un dirigeant du Southern Railway.

## Démographie
| 1880 | 1910 | 1920 | 1930 | 1940 | 1950 |
| ---- | ---- | ---- | ---- | ---- | ---- |
| 103  | 147  | 152  | 195  | 300  | 472  |

| 1960  | 1970  | 1980  | 1990  | 2000  | 2010  |
| ----- | ----- | ----- | ----- | ----- | ----- |
| 4 437 | 9 157 | 7 414 | 7 626 | 9 862 | 8 330 |

Selon le recensement de 2010, Doraville compte 8 330 habitants. La municipalité s'étend sur 3,59 milles carrés (9,3 km2).